# 2009年市川市長選挙
2009年市川市長選挙は、日本の地方自治体である市川市の執行機関である市川市長を選出するために行われた選挙で、2009年11月29日に投票が行われた。

## 概要
現職市長の千葉光行が引退し、新人4人が争う構図となった。 民主党は候補者の公募をしたが絞れず、高橋と大久保の二者が推薦を受けることなく出馬したため、自主投票で対応した。自由民主党も候補者を擁立せず同様の措置をとったため、両党ともに支援する候補が割れた。これにより、複雑な分裂選挙となり、混戦の様相を呈した。また、小泉は民主党の千葉県議会議員であったが、11月6日に「党の推薦を得ようとは思っていない」として離党届を提出した。事実上の三つ巴となったが、千葉市長などの全面的な応援を受けた大久保が当選した。

## 選挙日程など
- 選挙事由：任期満了
- 告示日：2009年11月22日
- 投票日：2009年11月29日
- 投票日当日有権者数：375,532名

当日有権者数は、市川ジャーナル「選挙 千葉県市川市」より。

## 候補者
凡例
みんな＝みんなの党、県ネット＝市民ネットワーク千葉県
| 候補者名 | 年齢 | 党派   | 新旧 | 推薦・支持党派   | 経歴など                           |
| -------- | ---- | ------ | ---- | ---------------- | ---------------------------------- |
| 小泉文人 | 36   | 無所属 | 新人 |                  | 元千葉県議会議員                   |
| 一条強   | 36   | 無所属 | 新人 |                  | 会社員                             |
| 高橋亮平 | 33   | 無所属 | 新人 | みんな・県ネット | 元市川市議会議員                   |
| 大久保博 | 60   | 無所属 | 新人 |                  | 前いちかわケーブルネットワーク社長 |

## 選挙結果
11月29日の投開票の結果、新人の大久保が他3人を破って当選した。投票率は前回を5%ほど上回ったが、依然として低いままである。
- 投票率：29.96%（投票者数112,495名）前回比＋5.32%

| 当落     | 氏名     | 党派     | 新旧        | 得票数  | 得票率 | 推薦・支持       |
| -------- | -------- | -------- | ----------- | ------- | ------ | ---------------- |
| 当選     | 大久保博 | 無所属   | 新人（1回） | 38,620  | 35.0%  |                  |
|          | 小泉文人 | 無所属   | 新人        | 35,132  | 31.9%  |                  |
|          | 高橋亮平 | 無所属   | 新人        | 34,739  | 31.5%  | みんな・県ネット |
|          | 一条強   | 無所属   | 新人        | 1,579   | 1.4%   |                  |
| 有効得票 | 有効得票 | 有効得票 | 有効得票    | 110,070 |        |                  |
| 無効票   | 無効票   | 無効票   | 無効票      | 2,425   |        |                  |
| 投票総数 | 投票総数 | 投票総数 | 投票総数    | 112,495 |        |                  |

## 話題を呼んだ候補者
得票が最下位だった一条は選挙運動を一切行わず、選挙公報が手書きの醜悪な字である上、誤字が3箇所、語句の誤りが1箇所あり、顔写真も普段着のまま、用紙の半分程度しか書かれていないことで話題を呼んだ。